# The Refreshments
The Refreshments är en svensk rockgrupp, bildad 1989 i Gävle.
The Refreshments spelade under de första åren av sin karriär huvudsakligen covers av rock'n'roll-låtar. Bandet hette fram till 1991 The King-Cats. De släppte 1995 sitt första album Both Rock'n'Roll som följdes av Trouble Boys 1997, båda producerade av Billy Bremner som även varit fast medlem i bandet under några år.
Basisten och sångaren Joakim Arnell skriver huvuddelen av bandets låtar. Sedan pianisten och sångaren Johan Blohm anslutit sig till gruppen ingår även en del countrylåtar i repertoaren. Några av bandets största hits är Miss You Miss Belinda och One Dance, One Rose, One Kiss. År 2003 släpptes det storsäljande julalbumet Rock'n'Roll X-Mas. The Refreshments har även arbetat med Dave Edmunds, vilket bland annat resulterat i livealbumet A Pile of Rock. Bandet deltog i Melodifestivalen 2014 med låten Hallelujah, och kom på en femteplats i den andra deltävlingen i Linköping.

## Medlemmar
Nuvarande medlemmar
- Joakim Arnell – basgitarr, gitarr, sång, tamburin
- Mats Forsberg – trummor, slagverk
- Jonas Göransson – gitarr
- Johan Blohm – piano, sång

Tidigare medlemmar
- Mikael "Micke" Finell – saxofon, gitarr, sång
- Robin Olsson – gitarr, sång
- Billy Bremner – gitarr, sång
- Tord Eriksson - gitarr, sång
- Niklas Aspholm - trummor

Bidragande musiker
- Jan Oldaeus – gitarr
- Thomas Holmberg – gitarr
- Göran Schultz – orgel
- Leif Andersson – trumpet
- Geraint Watkins – orgel, dragspel, piano

## Diskografi
Studioalbum
- 1995 – Both Rock'n'Roll
- 1997 – Trouble Boys
- 1999 – Are You Ready
- 2000 – Musical Fun for Everyone
- 2001 – Real Songs on Real Instruments
- 2003 – On the Rocks
- 2003 – Rock'n'Roll X-Mas
- 2004 – Easy to Pickup, Hard to Put Down
- 2006 – 24-7
- 2007 – Christmas Spirits
- 2008 – Jukebox - Refreshing Classics
- 2009 – A Band's Gotta Do What a Band's Gotta Do
- 2010 – Christmas Wishes
- 2011 – Riding Along with the Refreshments
- 2012 – Highways & Byways
- 2013 – Let It Rock - The Chuck Berry Tribute
- 2019 – Real rock 'n' roll

EP
- 1991 – The Refreshment EP

Singlar
- 1995 – "Ring Damn You Ring" / "Waistin' Time"
- 1997 – "Midnight" / "Love on Time"
- 1999 – "Miss You Belinda" / "Make Our Love Last"
- 2001 – "One Dance, One Rose, One Kiss" / "Modern Man"
- 2003 – "Love Generator"
- 2004 – "Easy to Pick Up, Hard to Put Down"
- 2014 – "Hallelujah"

Samlingsalbum
- 2001 – Here We Are - Best of The Refreshments
- 2006 – It's Got To Be Both Rock 'n' Roll

Med andra artister
- 1997 – A Pile of Rock - Live (Kompband till Dave Edmunds)
- 2001 – Brit Rock - Back on Track (Kompband till Dave Edmunds, Steve Gibbons, Billy Bremner och Mickey Jupp)

## Konsertfilmer
- 2004 – One Night With The Refreshments Live in Concert
- 2005 – The Refreshments Live
- 2009 – The Refreshments Jukebox Refreshing Hits & Classics Live